# Zdeněk Franc
Zdeněk Franc (* 7. června 1946) je bývalý český fotbalista, záložník.

## Fotbalová kariéra
V československé lize hrál za Spartak Hradec Králové. Nastoupil ve 34 ligových utkáních a dal 2 ligové góly.

## Ligová bilance
| Ročník                                   | Zápasy | Góly | Klub                   |
| ---------------------------------------- | ------ | ---- | ---------------------- |
| 1. československá fotbalová liga 1966/67 | 5      | 1    | Spartak Hradec Králové |
| 2. československá fotbalová liga 1971/72 | 30     | 3    | Spartak Hradec Králové |
| 1. československá fotbalová liga 1972/73 | 29     | 1    | Spartak Hradec Králové |
| CELKEM 1. liga                           | 34     | 2    |                        |